# Forever Your Girl (singolo)
Forever Your Girl è una canzone di Paula Abdul, pubblicata nel 1989 come quarto singolo dall'omonimo album.

## Successo
Il brano fu il secondo singolo della cantante ad andare alla prima posizione della Billboard Hot 100, dove rimase per due settimane. Raggiunse il primo posto anche in Canada, ma in Europa ebbe un successo moderato.

## Classifiche
| Classifica (1989)                          | Posizione massima |
| ------------------------------------------ | ----------------- |
| Stati Uniti                                | 1                 |
| US Billboard Hot Dance Club Play           | 1                 |
| US Billboard Hot Adult Contemporary Tracks | 1                 |
| Canada                                     | 1                 |
| Regno Unito                                | 24                |
| Germania                                   | 17                |